# Ernst Enochsson
Ernst Adrian Enochsson, född den 3 oktober 1891 i Stora Skedvi församling, Kopparbergs län, död den 18 december 1949 i Västerås, var en svensk präst.
Enochsson avlade studentexamen 1911, teologie kandidatexamen 1916 och teologie licentiatexamen 1935. Han prästvigdes 1916 och blev komminister i Västerås församling 1920, domprost där 1937, kontraktsprost 1938 samt extra ordinarie hovpredikant 1942. Enochson var ledamot av kyrkomötena 1938 och 1941. Han var redaktör av Västerås ungdomstidning 1918–1937. Enochsson publicerade predikningar och föredrag. Han blev ledamot av Nordstjärneorden 1941.